# Edith Hudson
Edith Hudson (* 1872; † unbekannt) war eine schottisch-britische Krankenschwester und Suffragette.

## Leben
Hudson wurde 1872 geboren. 1891 lebte sie laut Volkszählungsaufzeichnungen mit ihrer Mutter und ihren Geschwistern in Glasgow, und in der Volkszählung von 1901 arbeitete sie als Krankenschwester im Western Infirmary, Glasgow. Sie gab ihren Beruf auf, um sich der Frauenwahlrechtsbewegung zu widmen.
Hudson war aktives Mitglied der Edinburgher Ortsgruppe der Women’s Social and Political Union (WSPU) und beteiligte sich an Protesten in Schottland und London. In ihrem Haus am Melville Place veranstaltete sie Treffen der Edinburgher WSPU. Im Dezember 1909 wurde sie in Edinburgh bei einer Demonstration, bei der der liberale Abgeordnete Edward Grey eine Rede hielt, zum ersten Mal verhaftet. Hudson wandte sich an eine große Menschenmenge, bevor sie sich auf den Weg zum Theater machte und in ein Handgemenge mit der Polizei geriet, die ihr den Weg versperrte. Sie wurde wegen Landfriedensbruchs angeklagt und bekannte sich schuldig, behauptete aber, ihre Aktion sei „rein politisch“ und notwendig gewesen, da „die Regierung sich derzeit weigerte, Fragen zum Frauenwahlrecht anzuhören, die auf verfassungsmäßige und friedliche Weise gestellt wurden“. Sie wurde zu einer Geldstrafe von 5 Pfund oder 30 Tagen Haft verurteilt. Hudson entschied sich für das Gefängnis und wurde zusammen mit ihrer Mitstreiterin Elsie Roe-Brown in das Calton Caol gebracht. Mitglieder der Edinburgher WSPU versammelten sich an den Mauern des Gefängnisses, um sie „aufmunternd anzufeuern“.
Sie war 1910 in einen Zwischenfall in der Stadthalle von Louth in Lincolnshire verwickelt, als sie und Bertha Brewster während einer Rede des damaligen Schatzkanzlers und späteren Premierministers David Lloyd George protestierten und verhaftet wurden.
Am 21. November 1911 gehörte Hudson zu den 223 Demonstrantinnen, die bei einer WSPU-Demonstration vor dem Unterhaus verhaftet wurden, zu der sie mit anderen Frauen des Edinburgher Zweigs gereist war, darunter Jessie C. Methven, Alice Shipley, Agnes und Elizabeth Thomson. Die Demonstrationen folgte dem Scheitern der sogenannten Conciliation Bill, mit der das Wahlrecht auf wohlhabende, besitzende Frauen teilweise hätte ausgeweitet werden sollen. Hudson war bereits im November 1910 in London schon einmal verhaftet worden.
Im März 1912 nahm Hudson an einem militanten Protest teil, bei dem drei Tage lang in London Fenster eingeschlagen wurden. Die schottischen Teilnehmerinnen wurden der Kensington High Street zugewiesen. Hudson wurde verhaftet, verurteilt und ins Holloway Prison eingeliefert. Während sie ihre Strafe verbüßte, wurden Emmeline und Christabel Pankhurst wegen Verschwörung angeklagt und im April 1912 ebenfalls im Holloway Prison inhaftiert. Die Mitinsassinnen, drunter Hudson traten in den Hungerstreik, um gegen die Verurteilung der Pankhursts zu protestieren. Eine schottische Mitgefangene, Lilias Mitchell, schilderte die Zwangsernährung der Hungerstreikenden als „eine Art Hölle für zwei Stunden“ und berichtete, dass Hudson „großartig gekämpft hat – alle sechs Wärterinnen niedergeschlagen und dem Arzt gesagt hat, was sie von ihm hält!“ Pankhurst wurde am folgenden Tag entlassen. Allen entlassenen Gefangenen wurde eine von Sylvia Pankhurst entworfene und von Emmeline Pankhurst unterzeichnete sogenannte illuminated address überreicht.
Am 6. April 1913 wurde Hudson verhaftet, weil sie versucht hatte, zusammen mit Arabella Scott, Agnes und Elizabeth Thomson und Donald McEwan als Fahrer eine Tribüne auf der Rennbahn von Kelso in Brand zu setzen. Nach ihrem Prozess am 19. Mai 1913 am Jedburgh Sheriff Court wurden Hudson, Scott und McEwan zu neun Monaten Haft verurteilt, Elizabeth Thompson zu drei Monaten, und Agnes wurde freigelassen. Sie wurden im Calton Gaol in Edinburgh inhaftiert, und die Frauen traten in den Hungerstreik. Hudson wurde am 24. Mai gemäß dem Cat and Mouse Act zur Erholung freigelassen. Nach ihrer Entlassung wohnte Hudson im Haus von Grace Cadell, das als Zufluchtsort für Suffragetten diente. Dort wurde sie von einem Journalisten interviewt, der sie als „eine Frau mit guter Kondition“ beschrieb, die bald wieder fit genug sein würde, um für ein „weiteres Martyrium“ ins Gefängnis zurückzukehren. Nachdem aber die Zeit zur Erholung abgelaufen war, tauchte Hudson unter und entzog sich der Wiederverhaftung.
Wie viele Suffragetten zu jener Zeit benutzte Hudson einen Decknamen, um der Polizei zu entgehen, und nannte sich „Mary Brown“. Aus diesem Grund ist sie wahrscheinlich zweimal auf der Roll of Honour of Suffragette Prisoners aufgeführt. Eine Suffragetten-Kollegin bezeichnete sie als „die sanfteste Person, die ich kannte“.
Über ihr weiteres Leben und ihren Tod ist nichts bekannt.